# Felsőróna község
Felsőróna község (románul: Comuna Rona de Sus) község Máramaros megyében, Romániában. Központja Felsőróna, hozzá tartozik Rónaszék.

## Népessége
A 2011-es népszámlálás adatai alapján a község népessége 3855 fő volt.